# Het Weer (Tien)
Het Weer was een weerprogramma op de Nederlandse zender Tien gepresenteerd door Dennis Wilt en Klaas Dros. Het programma werd dagelijks uitgezonden om 18.25 uur en middernacht.
In dit programma werden weerfoto's getoond en werd gepraat over het weer van vandaag en de aankomende dagen. Ook werd aandacht besteed aan klimaatproblemen.
Op 1 juni 2007 werd het programma stopgezet.